# Teorema rango-nulidad

Teorema rango-nulidad.. La dimensión del núcleo de T más la dimensión de la imagen de T es igual a la dimensión del espacio vectorial de partida V.

En matemáticas, el teorema rango–nulidad es un teorema en álgebra lineal, que dice que la dimensión del dominio de una transformación lineal es la suma de su rango (dimensión de su imagen) y su nulidad (la dimensión de su núcleo o kernel).

## Teorema
Sean {\displaystyle V} y {\displaystyle W} espacios vectoriales con {\displaystyle \dim V<+\infty } y sea {\displaystyle T:V\to W} una transformación lineal entonces 
{\displaystyle \operatorname {Rank} (T)+\operatorname {Null} (T)=\dim V}
donde 
{\displaystyle {\begin{aligned}\operatorname {Rank} (T)&:=\dim(\operatorname {Im} (T))\\\operatorname {Null} (T)&:=\dim(\operatorname {Ker} (T))\end{aligned}}}
es decir
{\displaystyle \dim(\operatorname {Im} (T))+\dim(\operatorname {Ker} (T))=\dim V}

## Demostración
Sea {\displaystyle T:V\to W} una transformación lineal. Supongamos que el conjunto {\displaystyle \{\color {green}\mathbf {u} _{1},\ldots ,\mathbf {u} _{m}\color {black}\}\subset V} forma una base del núcleo de {\displaystyle T}, ({\displaystyle {\text{Ker}}~T}). Por el teorema de intercambio de Steinitz, podemos extender este conjunto para formar una base de {\displaystyle V}: {\displaystyle {\mathcal {B}}=\{\color {green}\mathbf {u} _{1},\ldots ,\mathbf {u} _{m}\color {black},\color {blue}\mathbf {w} _{1},\ldots ,\mathbf {w} _{n}\color {black}\}\subseteq V}. Puesto que la dimensión del núcleo de {\displaystyle T} es {\displaystyle m} y la dimensión de {\displaystyle V} es {\displaystyle m+n}, sólo se necesita demostrar que la dimensión de la imagen de {\displaystyle Dim} ({\displaystyle {\text{Im}}~T}) es {\displaystyle n}.
Veamos que el conjunto {\displaystyle \{\color {blue}T(\mathbf {w} _{1}),\ldots ,T(\mathbf {w} _{n})\color {black}\}\in W} es una base de {\displaystyle {\text{Im}}~T}. Para ello, se debe demostrar que genera a {\displaystyle {\text{Im}}~T} y que es linealmente independiente.
Sea {\displaystyle v} un vector arbitrario en {\displaystyle V}. Como {\displaystyle {\mathcal {B}}} es base de {\displaystyle V}, existen escalares únicos {\displaystyle \color {green}a_{1},...,a_{m},\color {blue}b_{1},...,b_{n}\color {black}\in \mathbb {K} } tales que:
{\displaystyle \mathbf {v} =\color {green}a_{1}\mathbf {u} _{1}+\cdots +a_{m}\mathbf {u} _{m}\color {black}+\color {blue}b_{1}\mathbf {w} _{1}+\cdots +b_{n}\mathbf {w} _{n}\color {black}\Rightarrow }
{\displaystyle \Rightarrow T(\mathbf {v} )=\color {green}a_{1}T(\mathbf {u} _{1})+\cdots +a_{m}T(\mathbf {u} _{m})\color {black}+\color {blue}b_{1}T(\mathbf {w} _{1})+\cdots +b_{n}T(\mathbf {w} _{n})\color {black}=\color {blue}b_{1}T(\mathbf {w} _{1})+\cdots +b_{n}T(\mathbf {w} _{n})},

pues {\displaystyle \color {green}u_{i}\color {black}\in {\text{Ker}}~T\Rightarrow \color {green}T(u_{i})\color {black}=0\ \ \forall i\in \{1,...m\}}
Por lo tanto, {\displaystyle \{\color {blue}T(\mathbf {w} _{1}),\ldots ,T(\mathbf {w} _{n})\color {black}\}} genera a {\displaystyle {\text{Im}}~T}.
Ahora, sólo se necesita demostrar que el conjunto {\displaystyle \{\color {blue}T(\mathbf {w} _{1}),\ldots ,T(\mathbf {w} _{n})\color {black}\}} es linealmente independiente. Podemos hacer esto demostrando que una combinación lineal de estos vectores es cero si y sólo si el coeficiente de cada vector es cero. Sean {\displaystyle \color {blue}c_{1},...,c_{n}\color {black}\in \mathbb {K} } tales que:
{\displaystyle \color {blue}c_{1}T(\mathbf {w} _{1})+\cdots +c_{n}T(\mathbf {w} _{n})\color {black}=\mathbf {0} \Rightarrow T(\color {blue}c_{1}\mathbf {w} _{1}+\cdots +c_{n}\mathbf {w} _{n}\color {black})=\mathbf {0} }
{\displaystyle \therefore \color {blue}c_{1}\mathbf {w} _{1}+\cdots +c_{n}\mathbf {w} _{n}\color {black}\in \operatorname {Ker} \;T}
Entonces, puesto que {\displaystyle \color {green}\{u_{i}\}_{i=1}^{m}}genera a {\displaystyle {\text{Ker}}~T}, existen escalares {\displaystyle \color {green}d_{1},...,d_{m}\color {black}\in \mathbb {K} } tales que:
{\displaystyle \color {blue}c_{1}\mathbf {w} _{1}+\cdots +c_{n}\mathbf {w} _{n}\color {black}=\color {green}d_{1}\mathbf {u} _{1}+\cdots +d_{m}\mathbf {u} _{m}}
Pero, puesto que {\displaystyle {\mathcal {B}}=\{\color {green}\mathbf {u} _{1},\ldots ,\mathbf {u} _{m}\color {black},\color {blue}\mathbf {w} _{1},\ldots ,\mathbf {w} _{n}\color {black}\}} forma una base de {\displaystyle V}, en particular es linealmente independiente y, por tanto, todos los escalares {\displaystyle \color {blue}c_{i}}, {\displaystyle \color {green}d_{j}} deben ser cero. Por lo tanto, en particular, los {\displaystyle \color {blue}c_{i}} son cero y el conjunto {\displaystyle \{\color {blue}T(\mathbf {w} _{1}),\ldots ,T(\mathbf {w} _{n})\color {black}\}} es linealmente independiente y forma una base de {\displaystyle {\text{Im}}~T}. Por definición de dimensión, esto prueba que la dimensión de {\displaystyle {\text{Im}}~T} es {\displaystyle n}, como se deseaba. {\displaystyle \quad \square }